# John Curro
John Curro (Cairns, 6 dicembre 1932 – 6 novembre 2019) è stato un violinista, violista e direttore d'orchestra australiano.

## Biografia
Nato  nel 1932 a Cairns in una famiglia di emigrati italiani, John Curro inizia il violino in giovane età, ma i suoi interessi vanno piuttosto verso lo sport e gli studi accademici. Nel 1950, durante i primi mesi di studi universitari,  incontra  Alfredo  Campoli al club di tennis di Brisbane e, alla fine della partita, si vede regalare un biglietto d'entrata per un concerto. Folgorato dall'esecuzione di Campoli (Concerto di Mendelssohn), John Curro intuisce la sua vera vocazione e riprende a studiare il violino.  Nel 1955 si laurea in architettura presso l'Università di Queensland.  Durante un viaggio di studio post laurea in Europa nel 1956, prende lezioni di violino con Willy Schweyda  a Klagenfurt e con Remy Prìncipe a Roma. Al suo ritorno in Australia nel 1958, divide il suo tempo tra architettura e musica ma finalmente abbandona l'archittetura in favore del violino. Nel 1962 entra nella classe del rinomato Jan Sedivka al Queensland Conservatorium of Music di Brisbane. Prende anche lezioni di viola con Robert Pikler e di direzione d'orchestra con Ezra Rachlin. Diventa professore d'orchestra alla Queensland Symphony Orchestra e docente di viola presso il Queensland Conservatorium of Music. Nel 1966 fonda e diventa direttore artistico delle Queensland Youth Orchestras (QYO), un centro di formazione per 500 giovani violinisti da 9 a 24 anni, comprendendo tre orchestre sinfoniche, un'orchestra junior, un'orchestra da camera e una big band. 
John Curro ha partecipato due volte in programmi di scambio culturale con la Cina, conducendo la Shanghai Philharmonic Orchestra nel 1975. Nel 1979 è invitato in qualità di professore nei Conservatori di Shanghai e Pechino.

## Scritti
- Upbeat and Focus, in Festschrift Jan Sedivka, a cura di David S. Mercer, Hobart, Tasmanian Conservatorium of Music, 1982, pp. 1-10

## Premi
- Sir Bernard Heinze Memorial Award
- Don Banks Music Award
- Queensland Greats Awards